# Pseudophilotes oicles
Pseudophilotes oicles är en fjärilsart som beskrevs av Franz Dannehl 1925. Pseudophilotes oicles ingår i släktet Pseudophilotes och familjen juvelvingar. Inga underarter finns listade.